# Russell Vis
Russell John „Russ” Vis (ur. 22 czerwca 1900 w Grand Rapids, zm. 1 kwietnia 1990 w San Diego) – amerykański zapaśnik walczący w stylu wolnym. Złoty medalista olimpijski z Paryża 1924, w wadze lekkiej.
Zawodnik Los Angeles Athletic Club. Mistrz Amateur Athletic Union w latach 1921–1924.

## Letnie Igrzyska Olimpijskie 1924
| Konkurencja      | Rundy eliminacyjne        | Rundy eliminacyjne     | Rundy eliminacyjne    | Rundy eliminacyjne      | Klas. końcowa |
| Konkurencja      | 1/16                      | Ćwierćfinał            | Półfinał              | Finał                   | Miejsce       |
| ---------------- | ------------------------- | ---------------------- | --------------------- | ----------------------- | ------------- |
| 66 kg styl wolny | Walter Montgomery (CAN) Z | Émile Pouvroux (FRA) Z | Arvo Haavisto (FIN) Z | Volmar Wikström (FIN) Z | 1.            |